# Doh
Doh – wieś w Rumunii, w okręgu Sălaj, w gminie Măeriște. W 2011 roku liczyła 222 mieszkańców.